# Spezifischer Drehimpuls
Der spezifische Drehimpuls {\displaystyle {\vec {h}}} ist eine physikalische Erhaltungsgröße in der Himmelsmechanik und dient als wichtige Hilfsgröße bei der Lösung des Zweikörperproblems. Der spezifische Drehimpuls ist definiert als der Drehimpuls eines Körpers auf einer Keplerbahn bezogen auf den jeweils anderen Körper, normiert auf die reduzierte Masse des Systems und besitzt daher die SI-Einheit m2·s−1. Besitzt einer der beiden Körper eine deutlich größere Masse als der andere, ist der spezifische Drehimpuls des leichteren Körpers ein Charakteristikum der Bahn und unabhängig von seinen sonstigen Eigenschaften. 
Die Eigenschaft der Erhaltungsgröße folgt daraus, dass das Gravitationspotential als Ursache für die Kraft, die der Körper erfährt, ein Zentralpotential ist, also nur von den Abständen der beiden Körper abhängt, aber nicht vom Winkel zwischen ihnen. Aus der Erhaltung des spezifischen Drehimpulses folgt das Zweite Keplersche Gesetz. 

## Mathematische Formulierung
Der spezifische Drehimpuls eines Körpers ist
{\displaystyle {\vec {h}}={\frac {m_{\text{ges}}}{M}}{\vec {r}}\times {\vec {v}}}
wobei {\displaystyle m_{\text{ges}}} die Gesamtmasse des Systems, {\displaystyle M} die Masse des anderen Körpers, {\displaystyle {\vec {r}}} der Abstandsvektor zwischen beiden Körpern und {\displaystyle {\vec {v}}} die Relativgeschwindigkeit bezeichnet. Da im Gravitationspotential neben der Drehimpulserhaltung Energieerhaltung gilt und die Bahnen geometrisch Kegelschnitte darstellen, kann das Betragsquadrat des spezifischen Drehimpulses als
{\displaystyle h^{2}={\frac {m_{\text{ges}}^{3}}{M^{2}}}Ga(1-\varepsilon ^{2})}
ausgedrückt werden, wobei {\displaystyle G} die Gravitationskonstante, {\displaystyle a} die große Halbachse und {\displaystyle \varepsilon } die numerische Exzentrizität der Bahn ist. Ist der andere Körper deutlich schwerer, so vereinfacht sich diese Gleichung zu:
{\displaystyle h^{2}=MGa(1-\varepsilon ^{2})}
Die Größe {\displaystyle a(1-\varepsilon ^{2})} nennt man auch den Halbparameter {\displaystyle p} der Bahn. Diese Gleichungen gelten sowohl für Kreis-, Ellipsen- und Hyperbelbahnen; für parabolische Bahnen liefern sie einen unbestimmten Ausdruck, da deren große Halbachse unendlich groß ist, während ihre Exzentrizität Eins ist. Nichtsdestoweniger besitzt der Halbparameter auch für Parabeln einen definiten Wert. 
Die Richtung des spezifischen Drehimpulses steht, wie die Richtung des Drehimpulses, immer senkrecht zur Bahnebene.

## Zusammenhang mit dem Zweiten Keplerschen Gesetz
Die in einem infinitesimalen Zeitschritt überstriche Fläche {\displaystyle F} des relativen Ortsvektors von einer schweren Masse zu einer leichten ist
{\displaystyle F(t,t+\mathrm {d} t)={\frac {1}{2}}|{\vec {r}}(t)\times {\vec {v}}(t)|\mathrm {d} t={\frac {1}{2}}h\mathrm {d} t}
Da der spezifische Drehimpuls konstant ist, ergibt sich durch Integration für eine endliche Zeitspanne zwischen {\displaystyle t_{1}} und {\displaystyle t_{2}}:
{\displaystyle F(t_{1},t_{0})=\int _{t_{0}}^{t_{1}}F(t,t+\mathrm {d} t)\mathrm {d} t={\frac {1}{2}}h(t_{1}-t_{0})}
Daraus folgt das Zweite Keplersche Gesetz: „Der Fahrstrahl überstreicht in gleichen Zeiten gleiche Flächen.“